# Grandes pechos, amplias caderas
Grandes pechos, amplias caderas (en chino simplificado, 丰乳肥臀; en pinyin, Fēng rǔ féi tún)  es una novela del escritor chino Mo Yan, galardonado con el Premio Nobel de Literatura en 2012 por la misma. Esta obra cuenta la historia de una madre y sus ocho hijas y un hijo, y explora la historia china a través del siglo XX. Fue publicada y traducida en España por la editorial Kailas en 2007.

## Estructura
El libro se estructura en 7 capítulos. En el libro, Mo Yan incide en la exaltación del cuerpo y la figura femenina, en un país de numerosas injusticias y opresora dominación masculina. La protagonista, Shangguan Lu, una superviviente madre da a luz a ocho niñas hasta que su octavo descendiente es un varón para perpetuar la estirpe, arriesgando su vida en numerosas ocasiones para salvar a su familia de las guerras violentas y las penurias que vivió la sociedad china a lo largo del siglo XX.

## Personajes principales
- Shangguan Lushi
- Shangguan Laidi
- Shangguan Zhaodi
- Shangguan Lingdi
- Shangguan Pandi
- Shangguan Niandi
- Shangguan Qiudi
- Shangguan Yunü
- Shangguan Jintong

## Críticas
Grandes pechos, amplias caderas recibió elogios de los críticos literarios occidentales que elogiaron la historia inventiva de Mo Yan y el uso de su estilo único de realismo mágico para describir el surrealismo que el campesino chino promedio sentía vivir bajo la ocupación japonesa. El colaborador de The Guardian, Paul Mason declaró que Mo Yan era el equivalente chino de Thomas Pynchon, concluyendo que Mo Yan era "diferente a cualquiera de los grandes autores vivientes".
Johnathan Yardley de The Washington Post elogió la dedicación de Mo Yan al feminismo a lo largo de la novela, pero ofreció numerosas reservas sobre la calidad de la novela. La mayor parte de la crítica de Yardley se centra en la prosa rancio y la caracterización torpe de Jintong.